# Danh sách giám mục tự phong Trung Quốc
Sau khi chính quyền Cộng hòa Nhân dân Trung Hoa thành lập năm 1949, quan hệ giữa Tòa Thánh và chính quyền Trung Quốc ngày càng trở nên căng thẳng và đến năm 1956 thì cắt đứt mọi quan hệ. Trên thực tế, dưới sự bảo trợ của chính quyền Trung Quốc, hình thành một giáo hội Trung Quốc tự chủ với sự điều hành của Hội Công giáo Yêu nước Trung Quốc và Giám mục đoàn Công giáo Trung Quốc, thường được gọi là giáo hội "nhất hội nhất đoàn", gần như độc lập với Giáo hội Công giáo hoàn vũ. Chính quyền Trung Quốc cũng thiết lập một hệ thống các giáo phận gần như tương ứng với địa giới hành chính và cơ cấu tuyển chọn giám mục cũng thoát ly khỏi giáo luật của Giáo hội Công giáo Rôma.
Dưới đây là danh sách các giám mục do giáo hội "nhất hội nhất đoàn" phong chức. Ban đâu, các ứng viên thường được đề cử bởi các linh mục địa phương, sau đó sẽ được Ủy ban Giáo vụ Trung Quốc và Hội Công giáo Yêu nước Trung Quốc lựa chọn bầu ra và phong chức giám mục. Các giám mục được phong bởi thể thức này không được Tòa Thánh chấp thuận, vì vậy không được công nhận chức thánh ở bất cứ đâu ngoài Trung Hoa đại lục, trừ Hồng Kông và Ma Cao.
Tuy Tòa Thánh Vatican tuyên bố không thừa nhận và phạt vạ tuyệt thông đối các giám mục do giáo hội "nhất hội nhất đoàn" tự phong bất hợp thức, nhưng một thỏa hiệp giữa Tòa Thánh và các giám mục nội địa Trung Quốc như một tiến trình hòa giải. Điều này cho phép các giám mục bất hợp thức đề nghị Tòa Thánh xem xét giải vạ và nối lại sự hiệp thông. Đổi lại, Tòa Thánh sẽ công nhận chính thức các giám mục này như những lãnh đạo tinh thần đã thành sự đối với giáo hội địa phương.

## Danh sách
| STT | Tên                               | Thời gian sống | Truyền chức | Chức vị              | Ghi chú                  |
| --- | --------------------------------- | -------------- | ----------- | -------------------- | ------------------------ |
| 1   | Bênađinô Đổng Quan Thanh (董光清) | 1917-2007      | 1958        | Giám mục Hán Khẩu    | Được Tòa Thánh công nhận |
| 2   | Máccô Viên Văn Hoa (袁文华)       | 1905-1973      | 1958        | Giám mục Vũ Xương    |                          |
| 3   | Luca Vương Thủ Khiêm (王守谦)     | 1900-1964      | 1958        | Giám mục Vĩnh Niên   |                          |
| 4   | Stanislaô Thường Thủ Di (常守彝)  | 1912-1987      | 1958        | Giám mục Tuyên Hóa   |                          |
| 5   | Phan Thiếu Khanh (潘少卿)         | ?-1983         | 1958        | Giám mục Tây Loan Tử |                          |